# Cyril Koky
Cyril Koky (* 19. prosince 1968 Levoča) je odborný referent pro oblast národnostních menšin na Krajském úřadě Středočeského kraje.

## Život
Cyril Koky se narodil 1968 v Levoči, okres Spišská Nová Ves. Je romského původu. Maturoval na střední vojenské škole v Liptovském Mikuláši. Ze Slovenska ho převeleli do Kolína, kde sloužil deset let. Po odchodu z armády působil na Okresním úřadě v Nymburku. Bakalářský titul získal na Vysoké škole politických a společenských věd, která dnes sídlí v Kolíně, magisterský na Vysoké škole ekonomie a managementu verejnej správy v Bratislavě.
Je ženatý a má dvě děti. Syn Cyril Koky vystudoval Právnickou fakultu Masarykovy univerzity v Brně, dcera Nikola Kokyová je studentkou Fakulty ekonomicko-správní Univerzity Pardubice, modelkou a v roce 2019 se stala Miss České republiky.

## Politické působení
Ve volbách do Senátu PČR v roce 2020 kandidoval za Piráty v obvodu č. 42 – Kolín. Se ziskem 9,32 % hlasů skončil na 6. místě a do druhého kola nepostoupil.

## Názory
Nejsem učitel, ale za ty roky praxe jsem prošel všechny školy. Taky mám dvě děti a jeden syn je už dospělý. Dítě musí mít kvalitní předškolní přípravu, musí chodit do mateřské školky. To když nemá, tak můžeme dělat cokoliv a u zápisu nemá šanci uspět. Stát musí na inkluzi zajistit dostatek peněz, aby bylo dostatek asistentů. Když je dítě na vozíku, neznamená to, že je hloupé. Když je chudé, tak také nemusí být hloupé [...]. Není možné, aby se děti na školách segregovaly. Pokud děti oddělujeme do budoucna si zaděláváme na velký problém. Jak potom může společnost fungovat, kdy se děti od mala nesetkávají, nemluví spolu. Jak to potom bude v dospělosti?
Nikdy by mne nenapadlo, že budu kandidovat do senátu. Vezměte si, jak před deseti lety veřejnost senát vnímala. I já sám jsem kdysi hlasoval za jeho zrušení. Jen hloupý a naivní člověk svoje názory nemění, proto jsem dnes této nabídky využil. Za dvacet let působení ve státní správě mám dost zkušeností, které můžu v politice zúročit.